# پیتر دادز مک‌کورمیک
پیتر دادز مک‌کورمیک (انگلیسی: Peter Dodds McCormick; ۱ ژانویهٔ ۱۸۳۴ – ۳۰ اکتبر ۱۹۱۶) آهنگ‌ساز، و آموزگار اهل استرالیا بود. وی متولد اسکاتلند بود.
شهرت مک‌کورمیک به خاطر ساختن سرود ملی استرالیا است. این سرود از سال ۱۹۸۴ به‌طور رسمی به سرود ملی کشور استرالیا تبدیل شد.

## زندگی‌نامه
پیتر مک‌کورمیک در پورت گلاسکو اسکاتلند متولد شد و بعد در سال ۱۸۸۵ به استرالیا مهاجرت کرد و به بندر سیدنی وارد شد و در اداره آموزش و پرورش به عنوان معلم مشغول شد. وی در کلیسای اسکاتلندی هم فعالیت داشت.